# گورگن چولاخیان
گورگن تیگرانی چولاخیان (ارمنی: Գուրգեն Տիգրանի Չոլախյան؛ زادهٔ ۹ مهٔ ۱۹۰۹ - درگذشته ۲۶ دسامبر ۱۹۹۲) یک سیاستمدار و مهندس اهل ارمنستان که از تاریخ ۶ آوریل ۱۹۵۵ تا تاریخ ۱ ژوئن ۱۹۵۷ سمت شهردار ایروان را برعهده داشت.

## زندگی‌نامه
در ۹ مهٔ ۱۹۰۹ در آلکساندراپول به دنیا آمد . وی همچنین برنده نشان لنین، نشان انقلاب اکتبر و مهندس شایسته ارمنستان شوروی شده است. وی در ۲۶ دسامبر ۱۹۹۲ در سن ۸۳ سالگی در ایروان درگذشت.

## نگارخانه

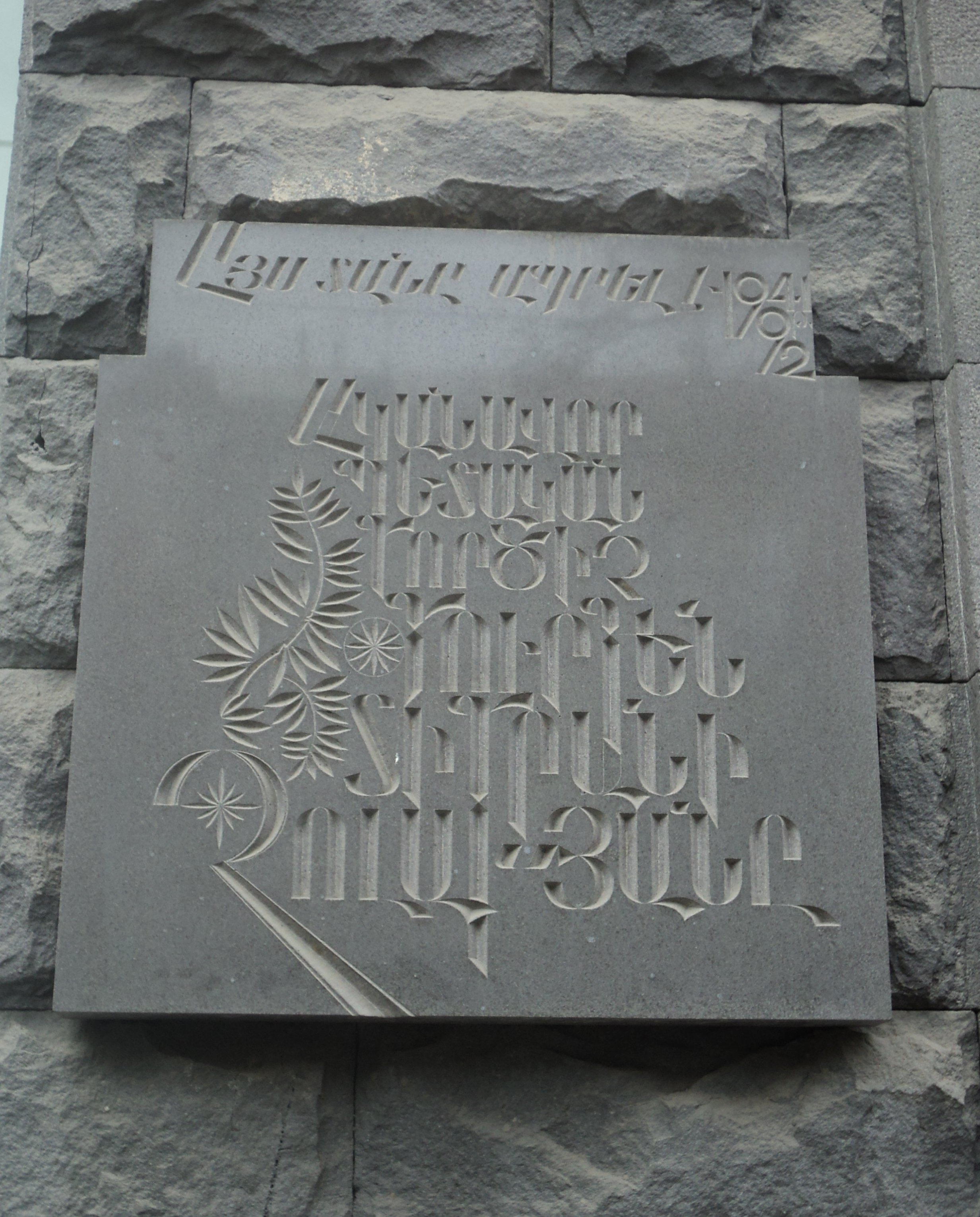

## یادداشت
1. ↑  Երևանի քաղաքային խորհրդի գործադիր կոմիտեի նախագահ